# Савай Джай Сингх II
Савай Джай Сингх II (1688—1743) — махараджа Дхундхара, основатель Джайпура, известный также как организатор астрономических обсерваторий в Дели, Бенаресе, Удджайне, Джайпуре (обсерватория Джантар-Мантар) и Матхуре.
Инструменты этих обсерваторий были построены по образцу инструментов марагинской и самаркандской обсерваторий. Так в обсерватории в Дели сохранились до наших дней цилиндрический инструмент «Рам-янтра», полусферический инструмент «Джай пракаш», а также инструмент «Самрат-янтра», представляющий собой каменную стену в виде прямоугольного треугольника, гипотенуза которого параллельна оси земного шара, а по бокам стены к ней прикреплены две дуги по 1/8 окружности, составляющие квадрант; стена служит гномоном, тень которого падает на дуги квадранта, градуированного в часах и минутах, а также в градусах.
Хотя Джай Сингх был индуистом, он писал как на санскрите, так и на распространенном при дворе могольских императоров фарси. Он посвятил падишаху Мухаммад-шаху (1719—1748) написанный на фарси «Зидж Мухаммад-шаха». Теоретическое введение к этому зиджу состоит из трех частей: 1) О календаре; 2) О сферической тригонометрии и астрономических наблюдениях; 3) О движении светил. Третий раздел содержит сведения о современной западной астрономии: в нём излагается учение о движении планет по эллипсам и указываются наблюдения колец Сатурна и спутников Юпитера. Джай Сингх написал также «Трактат об астролябии».
Джай Сингх — последний правитель, совершивший ашвамедху: ритуальное жертвоприношение коня, описанное в Ведах.